# Crossoglossa
Crossoglossa – rodzaj roślin z rodziny storczykowatych (Orchidaceae). Obejmuje 50 gatunków występujących w Ameryce Południowej i Środkowej w Panamie, Peru, Nikaragui, Ekwadorze, Kostaryce, Kolumbii, Boliwii.

## Systematyka
Rodzaj sklasyfikowany do plemienia Malaxideae, podrodzina epidendronowe (Epidendroideae), rodzina storczykowate (Orchidaceae), rząd szparagowce (Asparagales) w obrębie roślin jednoliściennych.
Wykaz gatunków
- Crossoglossa acuminatissima Nog.-Sav. & Carnevali
- Crossoglossa arevaloi Szlach. & Kolan.
- Crossoglossa aurantiilineata Pupulin
- Crossoglossa barfodii Dodson
- Crossoglossa bifida Dressler
- Crossoglossa blephariglottis (Schltr.) Dressler ex Dodson
- Crossoglossa boekeana Ormerod
- Crossoglossa boylei Dodson
- Crossoglossa caulescens (Lindl.) Dodson
- Crossoglossa chocoensis Ormerod
- Crossoglossa cuatrecasasii Szlach. & Kolan.
- Crossoglossa dalessandroi (Dodson) Dodson
- Crossoglossa dalstroemii (Dodson) Dodson
- Crossoglossa dodsonii R.Vásquez
- Crossoglossa dressleri Ormerod
- Crossoglossa elliptica Dressler
- Crossoglossa epiphytica Szlach. & Kolan.
- Crossoglossa eustachys (Schltr.) Dressler ex Dodson
- Crossoglossa exigua (Garay) Nog.-Sav. & G.A.Romero
- Crossoglossa fratrum (Schltr.) Dressler ex Dodson
- Crossoglossa frontinoensis Szlach. & Kolan.
- Crossoglossa garciana Ormerod
- Crossoglossa gentryi Szlach. & Kolan.
- Crossoglossa guariniae Szlach. & Kolan.
- Crossoglossa harlingii Ormerod
- Crossoglossa hirtzii Dodson
- Crossoglossa kalbreyeriana (Kraenzl.) P.Ortiz
- Crossoglossa kolanowskae Ormerod
- Crossoglossa liparidoides (Finet) Dodson
- Crossoglossa longicaulis Szlach. & Kolan.
- Crossoglossa longissima (Kraenzl.) P.Ortiz
- Crossoglossa nanegalensis Dodson
- Crossoglossa neirynckiana Szlach. & Marg.
- Crossoglossa oliveirae Ormerod
- Crossoglossa ospinae Dodson & Ormerod
- Crossoglossa palaciosii Szlach. & Kolan.
- Crossoglossa pandurilabia Szlach. & Kolan.
- Crossoglossa pellucida Ormerod
- Crossoglossa pichinchae (Schltr.) Dodson
- Crossoglossa polyblephara (Schltr.) Dodson
- Crossoglossa puipuiensis Damian & Mitidieri
- Crossoglossa santamartana Ormerod
- Crossoglossa sotoana Pupulin & Karremans
- Crossoglossa sprucei Ormerod
- Crossoglossa steinii (Dodson) Dodson
- Crossoglossa tetraphylla Ormerod
- Crossoglossa tillettii Dodson & Ormerod
- Crossoglossa tipuloides (Lindl.) Dodson
- Crossoglossa topoensis (Mansf.) Dodson
- Crossoglossa zarucchii Szlach. & Kolan.